# Maria (Schiff, 1927)
Die Maria ist ein Fahrgastschiff, das schon in mehreren Ländern registriert war.

## Geschichte
Das Schiff wurde 1927 auf der Schiffswerft Schmidt in Oberkassel gebaut und trug zunächst den Namen Stadt Bonn. Laut Homepage von Schifffahrt Schmitz war das Schiff damals mit zwei 75-PS-Motoren ausgestattet und für die Beförderung von 440 bzw. 400 Personen zugelassen. Im Zweiten Weltkrieg wurden zwar viele Bonner Personenschiffe durch Bombentreffer versenkt, die Stadt Bonn gehörte aber zu den Schiffen, die später repariert und wieder in Dienst gestellt wurden.
Erst 1972 wechselte das Motorschiff seinen Namen, nachdem es nach Apach verkauft worden war. Es fuhr nun als Lorraine II für Voyages Moritz. 1996 kehrte es nach Deutschland zurück. Ab dem März dieses Jahres fuhr das Schiff, das nun nach der Schriftstellerin Maria Croon getauft war, auf der Saar. Der Heimathafen dieser ersten Maria Croon war Mettlach. Im Jahr 2012 wurde die Maria Croon nach Prag verkauft; 2013 erhielt sie dort den neuen Namen Maria. In Mettlach ist mittlerweile ein anderes Schiff mit dem Namen Maria Croon beheimatet. Die Maria steht (Stand: April 2022) wieder zum Verkauf. Das Schiff soll noch 190.000 Euro kosten.